# 羅伊·伍德
羅伊·伍德（英語：Roy Wood，1946年11月8日—）是英國創作歌手與多樂器演奏家，他在1960年代和1970年代以行動樂團、電光交響樂團和巫師樂團的創始成員身分獲取成功。作為一名詞曲作家，他為這些樂團貢獻了許多熱門歌曲。不論是身為樂團成員時還是個人時期、不論是作為詞曲作家或表演者，伍德的作品總能有不錯的表現。他在英國單曲排行榜總共有20多首上榜，其中有三首成為冠軍單曲。
BBC評論伍德為「對1970年代一些最令人難忘的聲響負有責任」，並被譽為「在華麗搖滾、迷幻樂和前衛搖滾中扮演重要角色」。2008年，伍德因對搖滾和流行音樂的貢獻而被德比大學授予名譽學位。2015年，他也因不拘一格且長壽的職業生涯而獲得由倫敦的前衛音樂獎頒發的「突破極限獎」（Outer Limits）。
伍德於2017年以電光交響樂團成員身分入選搖滾名人堂。

## 外部連結
- 官方网站
- 羅伊·伍德在Allmusic上的頁面
- 羅伊·伍德的Discogs页面 （英文）